# Zornia virgata
Zornia virgata là một loài thực vật có hoa trong họ Đậu. Loài này được Moric. miêu tả khoa học đầu tiên.